# Виллер-Патра
Вилле́р-Патра́ (фр. Villers-Patras) — коммуна во Франции, находится в регионе Бургундия. Департамент коммуны — Кот-д’Ор. Входит в состав кантона Шатийон-сюр-Сен. Округ коммуны — Монбар.
Код INSEE коммуны — 21700.

## Население
Население коммуны на 2010 год составляло 97 человек.
| 1962 | 1968 | 1975 | 1982 | 1990 | 1999 | 2010 |
| ---- | ---- | ---- | ---- | ---- | ---- | ---- |
| 117  | 109  | 95   | 116  | 123  | 123  | 97   |

## Экономика
В 2010 году среди 62 человек трудоспособного возраста (15—64 лет) 45 были экономически активными, 17 — неактивными (показатель активности — 72,6 %, в 1999 году было 77,9 %). Из 45 активных жителей работали 43 человека (22 мужчины и 21 женщина), безработных было 2 (2 мужчин и 0 женщин). Среди 17 неактивных 2 человека были учениками или студентами, 11 — пенсионерами, 4 были неактивными по другим причинам.